# Bythorn and Keyston
Bythorn and Keyston – gmina (civil parish) w Anglii, w hrabstwie Cambridgeshire, w dystrykcie Huntingdonshire. Leży 42 km na północny zachód od miasta Cambridge i 98 km na północ od Londynu. W 2001 miejscowość liczyła 271 mieszkańców.